# Faranah
Faranah est une ville de Guinée située sur les rives du Niger ainsi que sur le principal axe routier du pays, entre Conakry et Kissidougou. Elle se trouve dans la région naturelle de Haute-Guinée. C'est le chef-lieu de la préfecture de Faranah et la capitale de la région de Faranah.

## Transports

### Transport Aérien
Faranah possède un aéroport (code AITA : FAA).

## Population
En 2016, Faranah Centre comptait 83 333 habitants.
Faranah compte 12 quartiers presque 13, et la ville s'agrandit grâce à l'urbanisme et la démographie. Ses quartiers sont entre autres : Abattoir 1 et 2, Tonkölonkö 1 et 2, Marché 1 et 2, Siriköloni 1 et 2, Mosqué, Dandaya, Faranakoura, Ponkómah, Hamdallaye.

## Histoire
La ville bénéficie de l'accession à la présidence de la république, en 1958, de Ahmed Sékou Touré, qui y est né en 1922 quand ce n'était alors qu'un village du nom de Balandougou. Les infrastructures se développent à la fin des années 1970 et au début des années 1980, mais son rayonnement régional s'accroît de manière significative en novembre 1980, lorsqu'elle accueille le sommet ouest-africain qui crée l'Autorité du Bassin du Niger (ABN).

## Personnalités
- Ahmed Sékou Touré premier président de la République de Guinée;
- Dansa Kourouma (1980-), activiste et personnalité politique ;
- Bouréma Condé (? - ) ancien ministre.
- Sayon Camara (? - ), musicienne guinéenne;
- Mamady Fonfo Camara (? - ), homme politique guinéen.